# João Roma
João Inácio Ribeiro Roma Neto (Recife, 17 de novembro de 1972) é um político brasileiro, filiado ao Partido Liberal (PL), do qual é o atual presidente na regional. Foi chefe de gabinete da Prefeitura de Salvador (2013 a 2018), deputado federal (2019 a 2023) e ministro da Cidadania entre 2021 e 2022, no governo Jair Bolsonaro.

## Vida pessoal
É casado com Roberta Roma, com quem tem dois filhos, e é filho de João Inácio Ribeiro Roma Filho e Graça Violland. É neto de João Roma, conhecido na política pernambucana por ter sido deputado federal por três vezes nas décadas de 1950 e 1960, filiado à Aliança Renovadora Nacional (ARENA), e secretário estadual de Segurança Pública no governo de Barbosa Lima Sobrinho e dos Negócios do Interior e Justiça no governo de Paulo Guerra.
João Roma descende diretamente do revolucionário Padre Roma que liderou o movimento separatista de 1817 no Pernambuco.

## Carreira política
Foi assessor do governo de Pernambuco entre 1991 e 1994, durante gestão de Joaquim Francisco, filiado ao Partido da Frente Liberal (PFL). Entre 1995 e 1998, atuou na esfera federal, na administração de Fernando Henrique Cardoso, como assessor do Ministério da Administração e Reforma do Estado. Ainda na administração federal, foi delegado do Ministério da Cultura para o Nordeste, entre 1999 e 2002, e chefe do escritório da Agência Nacional do Petróleo (ANP) em Salvador entre 2002 e 2004. Nesse tempo, foi eleito, em maio de 2003, membro da direção executiva nacional do então PFL como presidente nacional do PFL Jovem.
Desde o início do primeiro mandato ACM Neto na Prefeitura de Salvador, em 2013, foi chefe de gabinete do prefeito. Saiu do cargo em 2018, para concorrer às eleição para deputado federal.
Em novembro de 2015, recebeu o título de cidadão soteropolitano pela Câmara Municipal de Salvador, proposto pelo vereador Claudio Tinoco, do partido Democratas (DEM).
Nas eleições estaduais em outubro de 2018, concorreu filiado ao Partido Republicano Brasileiro (PRB) para deputado federal pela Bahia e foi eleito com 84 455 votos para o mandato de fevereiro de 2019 a fevereiro de 2023.
Nas Eleições de 2022, foi candidato ao Governo Estadual da Bahia pelo Partido Liberal, obtendo 738.311 votos (9,08%).

## Atividades parlamentares
João Roma foi designado presidente da comissão mista que debate a Medida Provisória 870/2019, editada por Jair Bolsonaro, que reorganiza os órgãos da Presidência da República e os ministérios. Foi indicado como membro da Comissão de Constituição e Justiça e Cidadania - CCJC, e assumiu a relatoria da reforma tributária (PEC 45/19). Foi também membro suplente da Comissão de Minas e Energia - CME, e foi relator do Projeto de Decreto Legislativo nº 7/2019, que dispõe sobre a preservação dos descontos já concedidos na conta de energia elétrica dos produtores rurais e irrigantes. Em maio de 2019, apresentou a emenda EMC 62/2019 à reforma da previdência para que agentes municipais de segurança pública tenham direito a aposentadoria especial.

## Ministro da Cidadania
João Roma foi escolhido para suceder Onyx Lorenzoni no Ministério da Cidadania, representando o Republicanos no gabinete presidencial. Licenciou-se do mandato de deputado federal para assumir, fazendo com que Tia Eron assumisse sua vaga.
Esse movimento de Roma em direção ao Ministério da Cidadania ocorreu em meio a controvérsias: como antecedente havia uma ruptura entre o ex-presidente da Câmara dos Deputados, Rodrigo Maia, (DEM) e o presidente nacional do partido - e aliado de Roma - Antônio Carlos Magalhães Neto. O afastamento entre ambos se deu no decorrer da campanha para a eleição da Mesa Diretora da Câmara em 2021 quando, por uma articulação feita por ACM Neto, retirou-se o apoio formal do Democratas à frente parlamentar que tentava eleger o deputado Baleia Rossi (MDB) às vésperas do pleito. Esse fato foi interpretado por Maia - que havia feito acordo com o bloco - como uma traição, mas ACM Neto afirmou que apenas tentara apaziguar os parlamentares do DEM que pretendiam se alinhar à candidatura de Arthur Lira. A indicação de Roma foi criticada por Rodrigo Maia, que usou suas redes sociais para insinuar que ACM Neto havia feito o partido perder sua independência em relação ao governo em troca da nomeação ministerial de um próximo. Nada obstante, ACM Neto negou a acusação e também usou suas redes sociais para criticar a indicação, alegando ser lamentável que Roma tivesse aceito o ministério. Segundo o presidente do DEM, Roma estaria trilhando um caminho próprio ao consentir em integrar o Governo Bolsonaro: “Se a intenção do Palácio do Planalto é me intimidar, limitar a expressão das minhas opiniões ou reduzir as minhas críticas, serviu antes para reforçar a minha certeza de que me manter distante do governo federal é o caminho certo a ser trilhado, pelo bem do Brasil”. Os aliados históricos de João Roma desfizeram algumas alianças em sua base de sustentação na Bahia. Na mesma semana da indicação, um dos secretários da gestão de Bruno Reis (DEM) - o prefeito de Salvador -  foi exonerado devido às suas ligações com o novo Ministro da Cidadania.
Roma ocupou o cargo de ministro da Cidadania até 31 de março de 2022, quando foi publicada sua exoneração no Diário Oficial da União, para se candidatar ao governo da Bahia nas eleições de 2022.

## Desempenho em eleições
| Ano  | Eleição           | Partido | Cargo            | Votos   | %s               | Resultado  | Ref.   |
| ---- | ----------------- | ------- | ---------------- | ------- | ---------------- | ---------- | ------ |
| 2018 | Estadual da Bahia | PRB     | Deputado Federal | 84.455  | 1,23%            | Eleito     | [ 13 ] |
| 2022 | Estadual da Bahia | PL      | Governador       | 738.311 | 9,08% (3º Lugar) | Não Eleito | [ 14 ] |